# Karen Strassman

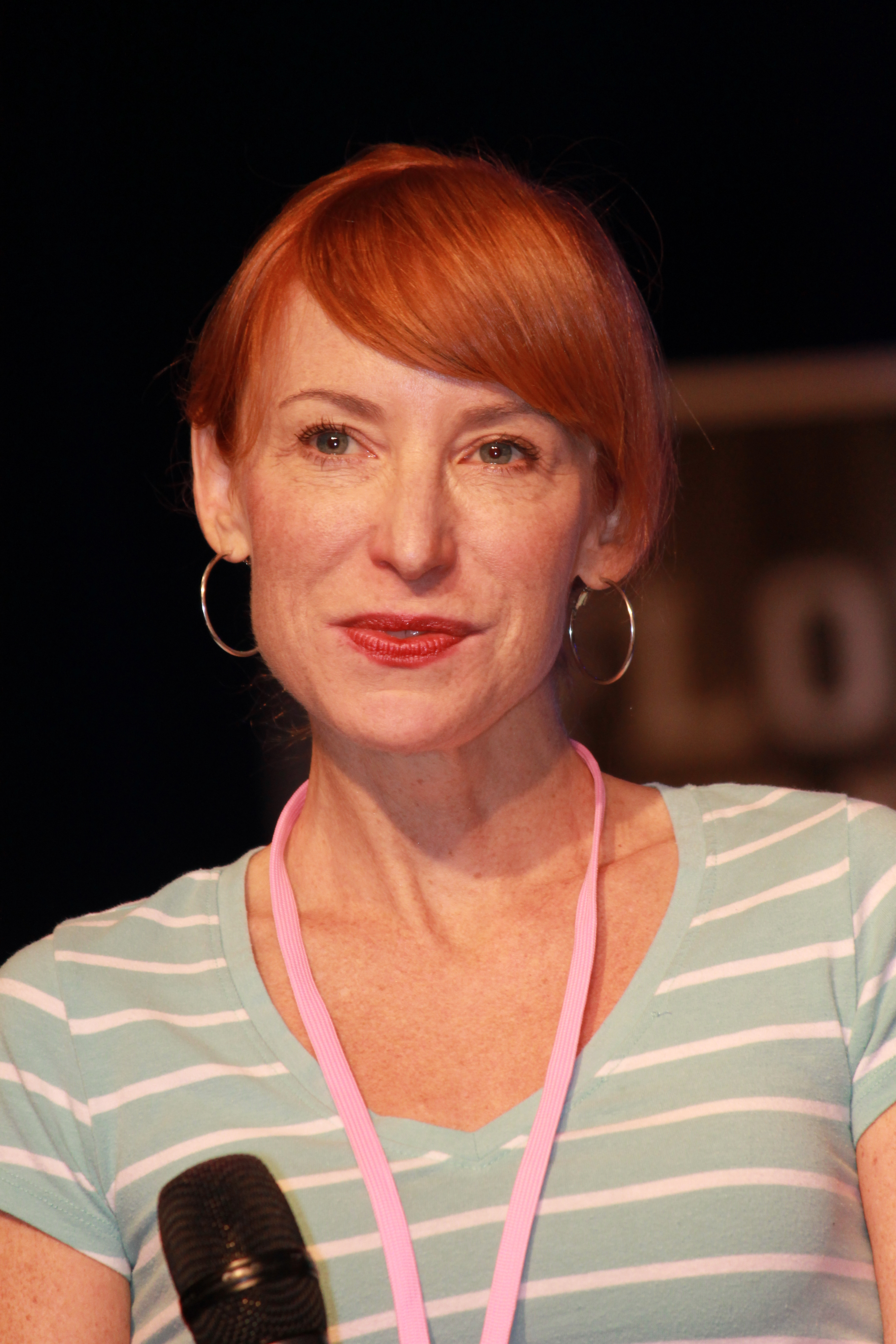
Karen Strassman (2014)

Karen Mie Strassman (* 5. Juni 1966 in Washington, D.C.) ist eine US-amerikanische Synchronsprecherin und Schauspielerin.

## Leben
Karen Strassman wurde in Paris zur Schauspielerin ausgebildet. Ab Anfang der 1990er Jahre wurde sie als Synchronsprecherin für Zeichentrick und Animationsfilme und Computerspiele eingesetzt. Auch gab es wenige Einsätze als Schauspielerin in Nebenrollen.

## Filmografie (Auswahl)

### Synchronrollen
- 2001–2002: X als Satsuki Yatouji
- 2002: Chobits als Yuzuki
- 2004–2005: Monster als Anna Liebert
- 2004–2006: Rozen Maiden als Suigintou
- 2004–2009: Ab sofort Dämonenkönig! als diverse Rollen
- 2005–2012: Bleach als Soifon
- 2006: Fate/stay night als Rider
- 2006–2008: Code Geass: Lelouch of the Rebellion als Kallen Stadtfeld
- 2007: Nodame Cantabile als Sakura Saku
- 2007: Lucky Star als Miyuki Takara
- 2007–2008: Gurren Lagann als Kiyoh
- 2008–2009: Toradora! als Yasuko
- 2009–2010: Jake & Blake als Connie Mahoney
- 2009–2011: K-On! als Sawako
- 2009–2012: Huntik als Zhalia Moon
- 2011–2012: Pom Pom and Friends als Chuck
- 2011–2014: Monsuno als Jinja

### Schauspielerin
- 2011: Weeds (Fernsehserie, 4 Folgen)
- 2015: I Spit on Your Grave 3

## Computerspiele
- 1992: Dune als Chani
- 2008: Final Fantasy IV als Rosa Farrell
- 2009: Resident Evil: The Darkside Chronicles als Alexia Ashford
- 2012: Street Fighter X Tekken als Poison
- 2015: Mortal Kombat X als Kitana, Mileena
- 2019: Resident Evil 2 als Annette Birkin